# Alberto Massuda
Alberto Massuda (Ibrahim Massouda) (Cairo, 1925 - Curitiba, 2000) é um artista plástico nascido no Egito e brasileiro naturalizado, radicado em Curitiba. Estudou Belas Artes e Pedagogia Artística no Cairo. Desde jovem participou ativamente do cenário artístico egípcio, sendo membro do Group de L´Art Contemporain e signatário da Primeira Declaração do Grupo de Arte Contemporânea do Cairo que enfatizava a profunda conexão entre arte e filosofia moderna. Depois de uma estada de quase três anos em Roma, Itália, chegou ao Brasil em 1958, escolhendo Curitiba/PR como residência. Tornou-se Cidadão Honorário de Curitiba em 1982. Integrou-se ao movimento de renovação das Artes Plásticas do Paraná, sendo logo premiado com a Medalha de Prata no 16º Salão Paranaense. Desde 1960 participou de quase todas grandes promoções culturais oficiais do Paraná. Em 1966, junto com Álvaro Borges, Renê Bittencourt e Érico da Silva formou o Grupo Um, grupo artístico de Curitiba-PR.
Foi homenageado com o nome da Praça Alberto Massuda em Curitiba-PR.
Exposições Individuais: no Cairo (1948), em Paris (1951), em Alexandria (1953), em Curitiba (1960, 61, 72, 73, 74, 75, 77, 78, 79 e 80) em Resende, RJ em 1981. 
Exposições Internacionais: Bienal de Veneza (1952), Bienal de Alexandria (1955) e na Pré-Bienal de São Paulo (1970).
Exposições Coletivas Nacionais: Curitiba/PR, São Paulo/SP, Porto Alegre/RS, Rio de Janeiro/RJ e Brasília/DF.
Exposições Coletivas Internacionais: Paris, Cairo, Alexandria, Roma e nos Estados Unidos em Baltimore e Pittsburg. 
Premiações: Medalha de Bronze na Bienal de Alexandria (1955), Medalha de Prata no 16º Salão Paranaense (1959), Prêmio Aquisição no 18º Salão Paranaense (1961), Artista Convidado no 30º Salão Paranaense (1973) e Prêmio de Desenho no 35º Salão Paranaense (1978).
Obras em acervo: Museu de Arte do Cairo, Museu de Arte Moderna de Alexandria, Museu de Arte Contemporânea do Paraná, Museu de Arte de Joinville/SC e coleções particulares no Brasil e no Exterior – Roma, Paris, Bonn, Ulm, Baltimore, Pittsburg, Israel, Varsóvia, Buenos Aires e Caracas. 
Verbete: é verbete, com reprodução, no Dicionário de Artes Plásticas no Brasil de Roberto Pontual, na Enciclopédia Delta Larousse e no Dicionário Brasileiro de Artistas Plásticos do Ministério da Educação e Cultura.